# Video non compresso
Il video non compresso (uncompressed video) è un'informazione video digitale che non è stata processata con compressione.

## Capacità e bitrate del video non compresso

### 525 NTSC non compresso
8 bit @ 720 x 486 @ 29.97 fps = 20 MB/s o 70 GB/h.

10 bit @ 720 x 486 @ 29.97 fps = 27 MB/s o 94 GB/h.

### 625 PAL non compresso
8 bit @ 720 x 576 @ 25 fps = 20 MB/s o 70 GB/h.

10 bit @ 720 x 576 @ 25 fps = 26 MB/s o 93 GB/h.

### 720p HDTV non compresso
8 bit @ 1280 x 720 @ 59,94 fps = 105 MB/s o 370 GB/h.

10 bit @ 1280 x 720 @ 59,94 fps = 140 MB/s o 494 GB/h.

### 1080i e 1080p HDTV non compresso
8 bit @ 1920 x 1080 @ 24 fps = 95 MB/s o 334 GB/h.

10 bit @ 1920 x 1080 @ 24 fps = 127 MB/s o 445 GB/h.
8 bit @ 1920 x 1080 @ 25 fps = 99 MB/s o 348 GB/h.

10 bit @ 1920 x 1080 @ 25 fps = 132 MB/s o 463 GB/h.
8 bit @ 1920 x 1080 @ 29,97 fps = 119 MB/s o 417 GB/h.

10 bit @ 1920 x 1080 @ 29,97 fps = 158 MB/s o 556 GB/h.

### 1080i e 1080p HDTV RGB (4:4:4) non compresso
10 bit @ 1280 x 720p @ 60 fps = 211 MB/s o 742 GB/h.

10 bit @ 1920 x 1080 @ 24 PsF = 190 MB/s o 667 GB/h.

10 bit @ 1920 x 1080 @ 50i = 198 MB/s o 695 GB/h.

10 bit @ 1920 x 1080 @ 60i = 237 MB/s o 834 GB/h.